# Миларепа

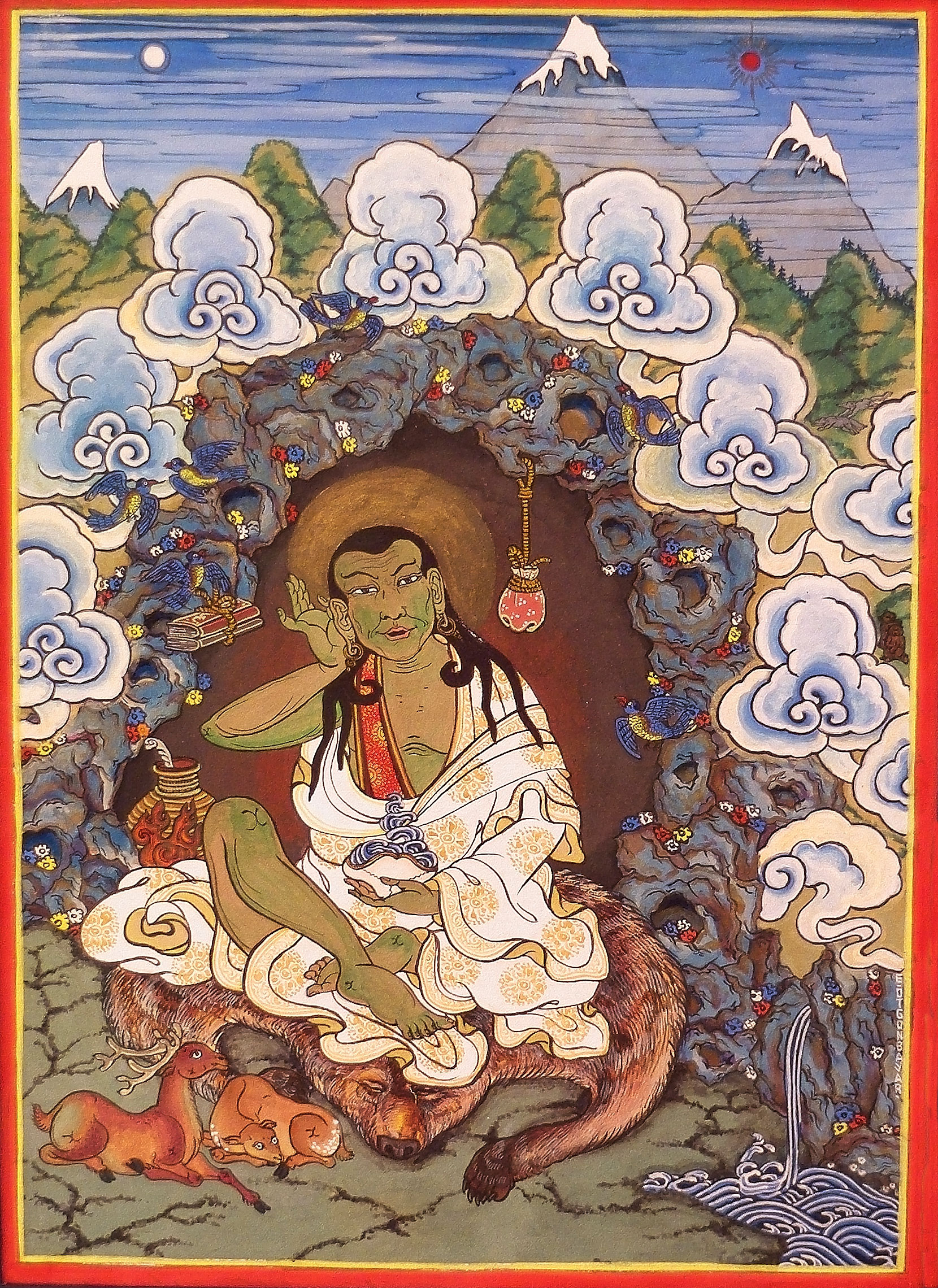
Миларепа, Танка (живопись), Темпера, хлопок, 21 x 30 см, 2008, Эршу Отгонбаяр

Миларепа Шепа Дордже (тиб. རྗེ་བཙུན་མི་ལ་རས་པ, Вайли Rje-btsun Mi-la-ras-pa, кит. 蜜勒日波; 1052—1135) — учитель тибетского буддизма, знаменитый йог-практик, поэт, автор многих песен и баллад, до сих пор популярных на Тибете, один из основателей школы кагью. Его учителем был Марпа-переводчик.
Его биография имеется во многих источниках. Он родился в богатой тибетской семье, но его отец внезапно умер от болезни, и дом, поле и всё имущество забрал его дядя, который жестоко относился к Миларепе, к его матери и сестре. Мать Миларепы не в силах терпеть издевательства, настояла, чтобы он
пошёл учиться магии, чтобы отомстить своему дяде. Прежде чем Миларепу приняли на учебу, мастера магии проверили, что его история правдива и он действительно нуждается в освоении их науки. После обучения, когда дядя устроил праздник, Миларепа вызвал с помощью колдовских сил обвал крыши, и погибло 35 человек, хотя дядя и тётя выжили. После этого жители деревни ещё более ожесточились против его семьи, и он вызвал ещё и грозу, чтобы уничтожить посевы.
Когда Миларепа понял, что такая месть была ошибкой, он стал искать буддийского учителя, чтобы избавиться от негативной кармы. Миларепу направили к Марпе переводчику. Марпа перед приходом Миларепы увидел сон, что к нему принесли большой твёрдый алмаз для огранки. Специально по отношению к Миларепе Марпа вёл себя чрезмерно строго и сурово, заставлял его делать тяжёлую работу и отказывался давать ему буддийские посвящения. Миларепа строил дома, к которым Марпа всё время придирался и заставлял их разрушать и строить заново.
Так как Марпа всё время отказывался учить Миларепу, он стал обращаться к его жене и ученикам, пытаясь повлиять на Марпу и получить учение. После нескольких жёстких отказов Марпа всё-таки взял Миларепу в ученики и дал наставления по медитации. Утверждается, что Марпа преднамеренно создавал поначалу для Миларепы тяжелые условия, чтобы помочь ему быстрее освободиться от негативной кармы. После двенадцати лет медитации Миларепа достиг состояния ваджрадхары (полного просветления). Про Миларепу говорят, что он — первый, кто достиг такого высокого уровня просветления за одну жизнь, не имея заслуг в предыдущих рождениях.
С сорока пяти лет он основался в пещере Дракар Тасо (Зуб лошади белой скалы), а также стал странствующим учителем. Миларепа освоил многочисленные практики медитации и йогические практики, которые передал своим ученикам.
Наиболее знаменитыми из его учеников были Речунг и Гампопа. Гампопа стал его основным преемником и развил его традицию.

## Память о Миларепе
- Во Внешней Монголии существовала линия хубилганов Миларепы. В качестве его предпоследнего перерождения был опознан Н. Цэрэндондов, скончавшийся в 1996 году.

## В произведениях искусства
- В 1974 году вышел итальянский фильм режиссёра Лилианы Кавани «Миларепа». Заглавную роль исполнил венгерский актёр Лайош Балажович.
- В 2006 году в Бутане была снята первая часть двухсерийного тибетоязычного фильма «Миларепа».
- Эрик-Эмманюэль Шмитт. Повесть «Миларепа» / Milarepa (1997).